# Schwäbisch Gmünd (stacja kolejowa)
Schwäbisch Gmünd – stacja kolejowa w Schwäbisch Gmünd, w kraju związkowym Badenia-Wirtembergia. Znajdują się tu 2 perony.